# Neumühle (Dahmetal)

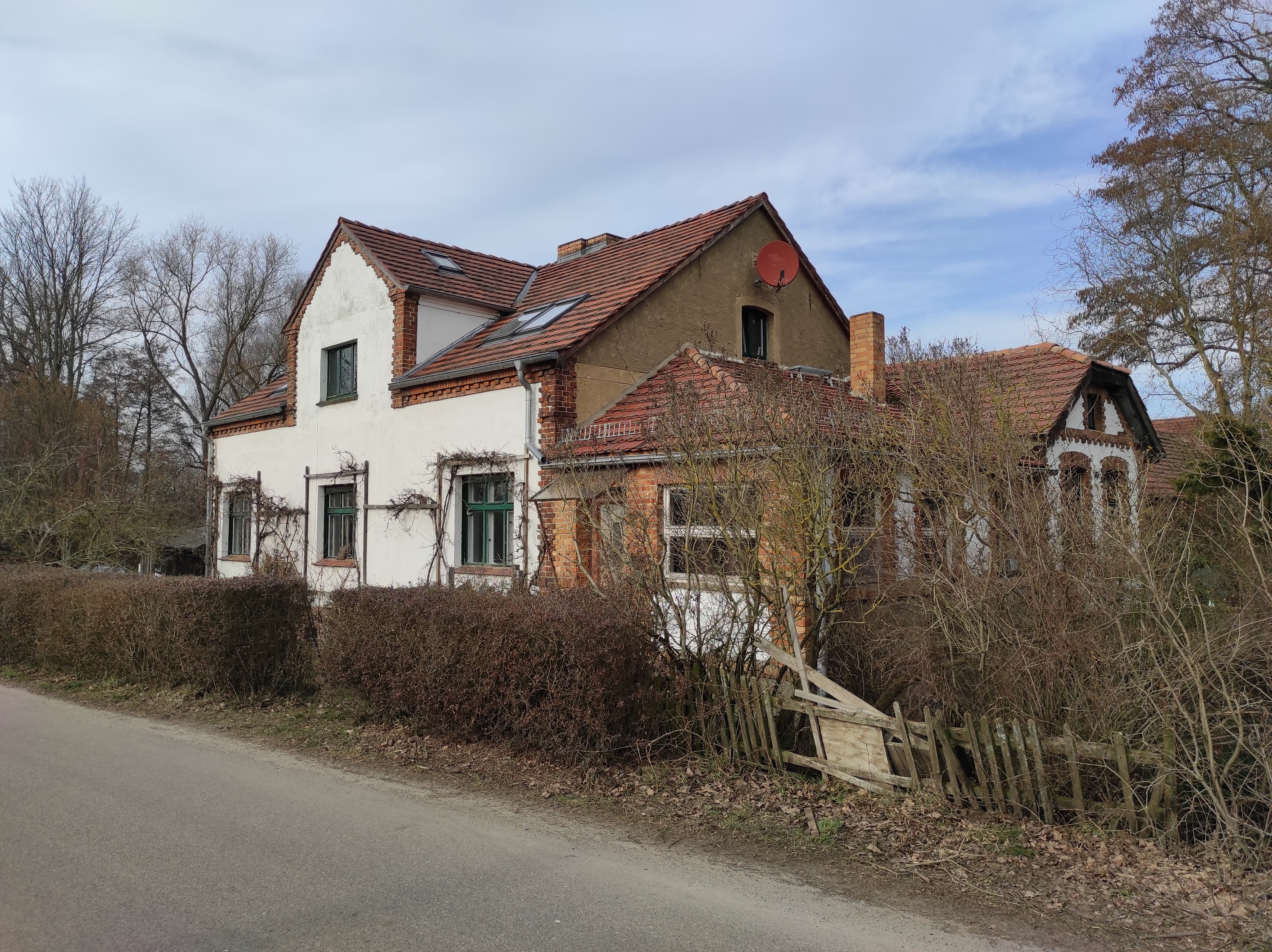
Wohnplatz Neumühle, Wohnhaus direkt an der Straße

Die Neumühle ist eine historische Wassermühle an der Dahme und ein Wohnplatz im Ortsteil Wildau-Wentdorf der Gemeinde Dahmetal im Landkreis Teltow-Fläming (Brandenburg). Die ehemalige Mühle ist eine der 18 historischen Wassermühlen an der Dahme und eine Station am Dahme Wassermühlen Rad- und Wanderweg. Sie wurde ursprünglich zwischen 1713 und 1722 angelegt.

## Lage
Die Neumühle liegt nur etwa 400 Meter vom östlichen Ortsausgang von Wildau-Wentdorf entfernt an der Straße nach Kümmritz. Die Gebäude des Wohnplatzes liegen auf beiden Seiten der Dahme. Neumühle liegt auf etwa 68 m ü. NHN.

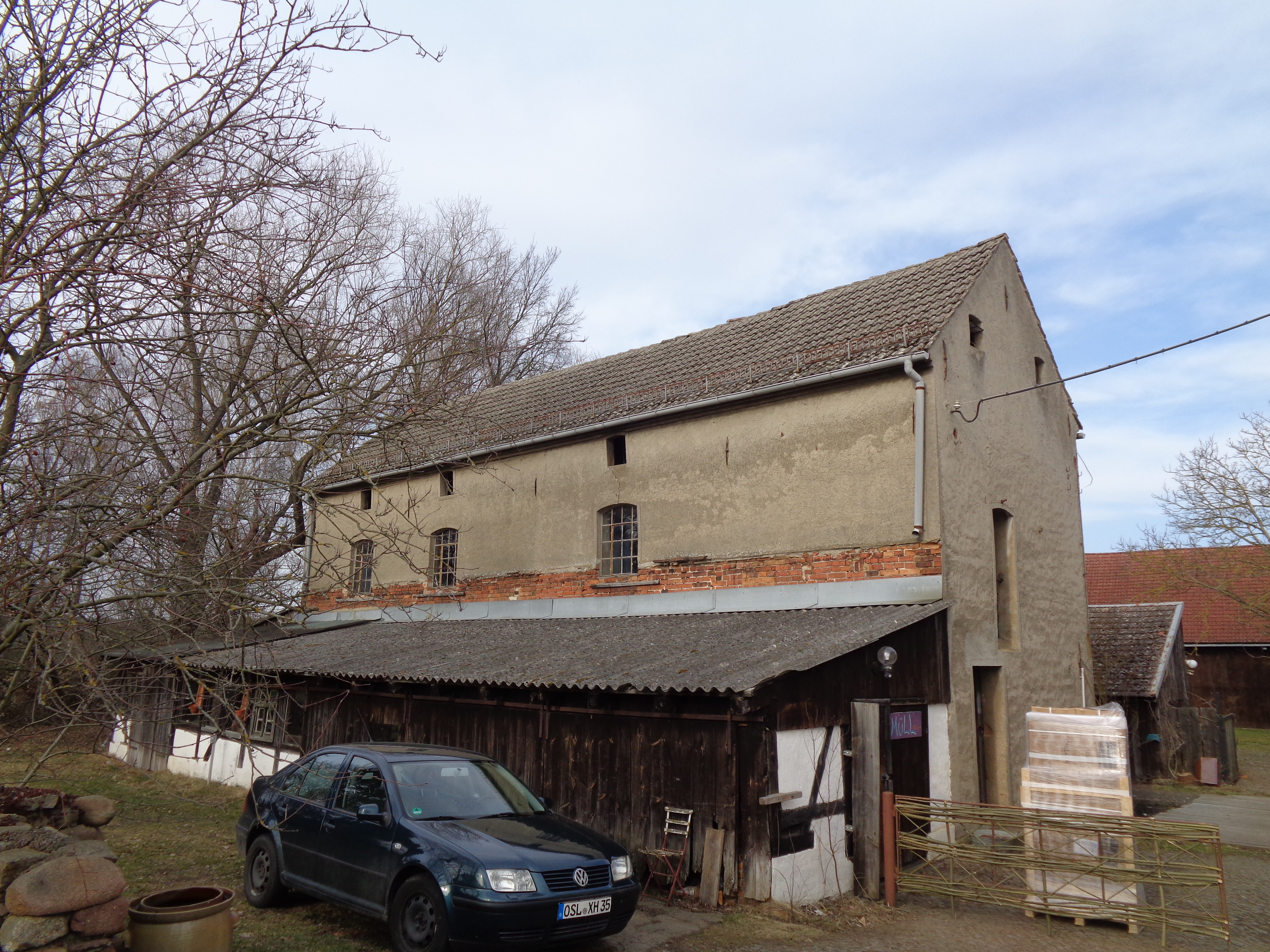
Neumühle, Mühlengebäude, zur Straße gerichtete Seite

## Geschichte
1658 ist nur eine Wassermühle in Wildau genannt, die Dammühle, ebenso noch 1713. Erst in der Beschreibung von 1722 sind die Dammühle und die Neumühle genannt. Der Name ist damit selbsterklärend. Die Neumühle findet sich dann auch im Schmettauschen Kartenwerk von 1767/87. Dort ist die Mühle unter der Abkürzung Neu. M. eingezeichnet.

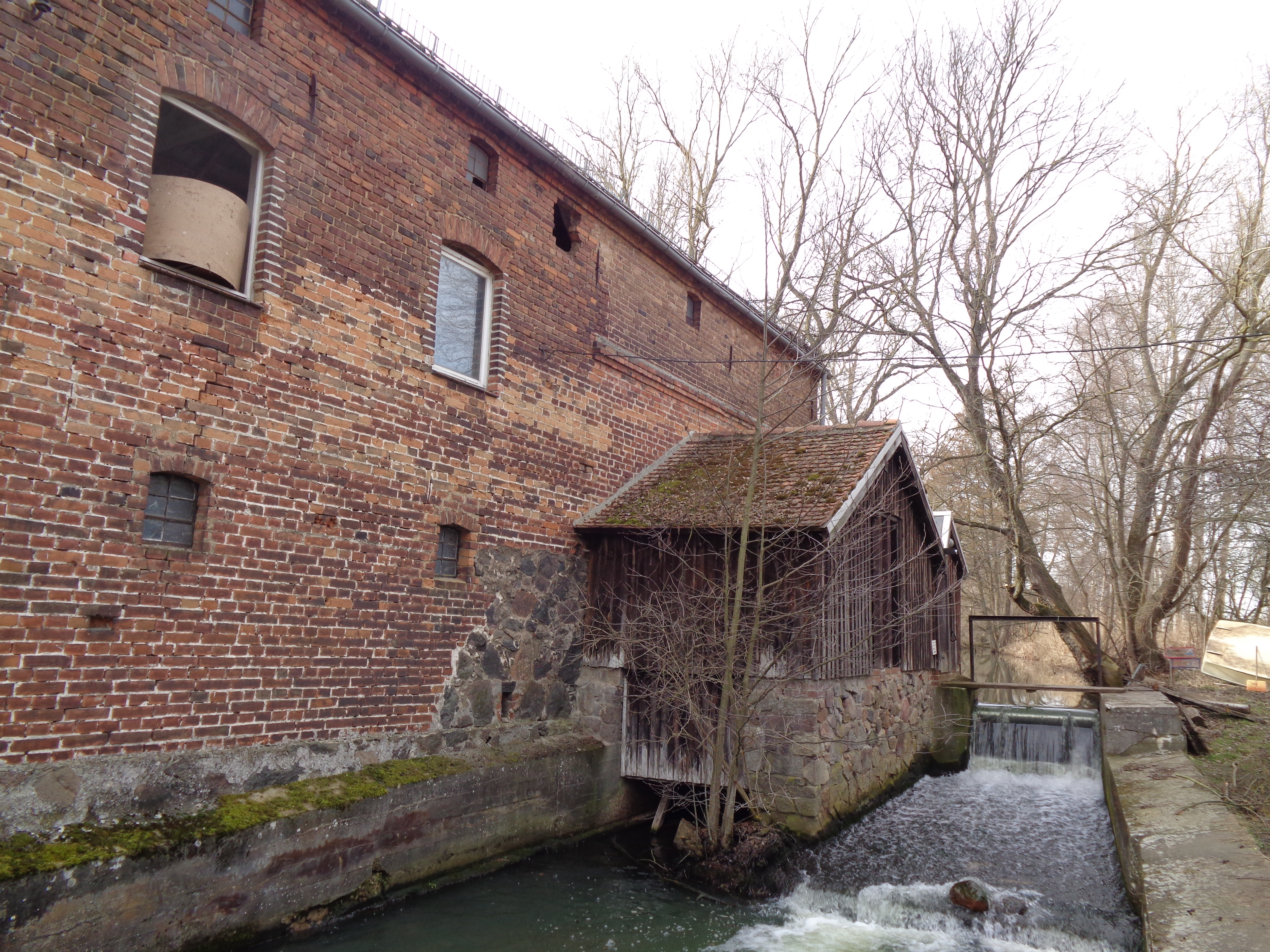
Neumühle, Mühlengebäude mit Wasserrad und Radhaus sowie Freiarche

1815/16 gab es in Wildau schließlich drei Wassermahlmühlen, zwei Wassermühlen hatten außerdem Schneidegänge. Um/vor 1818 ist die Sägewassermühle des Müllers Gotthelf Junker aus Neumühle abgebrannt. 1818 bat er um Erlaubnis die Schneidemühle wieder aufzubauen. Vermutlich zog sich die Genehmigung hin, denn 1819 werden zwar wieder die drei Getreidewassermühlen genannt, aber nur eine Sägewassermühle. August Schumann nennt die Wassermühle 1826 schon Neumühle.

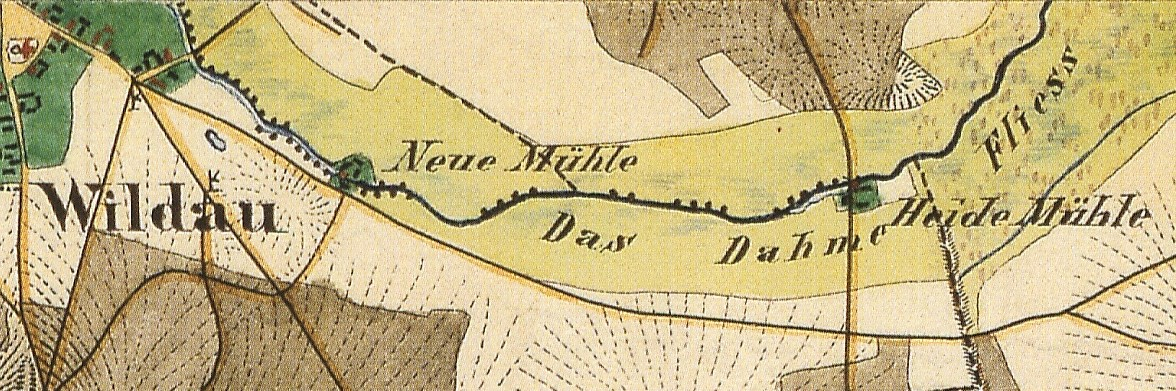
Wildau-Wentdorf mit den Wohnplätzen Neumühle und Heidemühle, Ausschnitt aus dem Urmesstischblatt 4147 Uckro von 1847

August Sellenthin nennt in seinem Werk Topographisch-statistische Uebersicht des Regierungs-Bezirks Potsdam und der Stadt Berlin für Wildau wieder drei Wassermühlen: die Dammmühle (sic!), die Heidemühle und die Neue Mühle. 1843 gehörte die Neumühle dem Johann Carl August Junker.
Die Ortschafts-Statistik des Regierungs-Bezirks Potsdam mit der Stadt Berlin von 1861 beschreibt die Neue Mühle als eine Getreide- und Sägemühle an der Dahme. Dazu gehörten ein Wohngebäude und fünf Wirtschaftsgebäude. Neumühle hatte zu diesem Zeitpunkt elf Einwohner.
Riehl und Scheu beschreiben die Neumühle als eine Wassermühle mit amerikanischer Bauart, das heißt, sie hatte eine Francis-Turbine, die vom amerikanischen Ingenieur James B. Francis um/nach 1849 entwickelt worden war. Besitzer war ein Junker jun., vermutlich der Sohn des oben genannten Gotthelf Junker. 1871 hatte der Wohnplatz Neumühle mit einem Wohnhaus acht Einwohner. Neumühle gehörte zum Gemeindebezirk Wildau und die Gemeinde Wildau zum Amtsbezirk Rosenthal.
1923 gehörte die Neumühle dem Gustav Pinnow, der in diesem Jahr Staurechte an der Dahme beantragte.

## Gebäude und wasserbauliche Anlagen
Das Mühlengebäude existiert noch, steht im Moment aber leer. Das zugehörige Wohnhaus ist bewohnt. Das Wasserrad und das Radhaus wurden 1998/99 neu ein- bzw. angebaut. Das Wasserrad läuft aber leer. Ein Mühlenteich ist nicht vorhanden bzw. war auch nicht vorhanden. Die Dahme ist durch ein Wehr angestaut und durchfließt hauptsächlich die Freiarche neben dem Radhaus.